# Энциклопедия природы Беларуси
«Энциклопедия природы Беларуси» (бел. «Энцыклапедыя прыроды Беларусі») — пятитомная энциклопедия, первый в истории белорусского народа многотомный отраслевой справочник.
Энциклопедия издана в 1983-1986 гг. на белорусском языке. Включает более 15 тысяч статей о флоре и фауне, реках и озерах, водохранилищах, охране природы и природопользовании, физико-географические объектах и природе отдельных регионов Беларуси, месторождениях, полезных ископаемых, геологическом строении и тектонических структурах, климате, метеорологических, астрономических явлениях, научных исследованиях и профильных учреждениях Беларуси, исследователях природы и краеведах.

## Награды
- Издание в 1984 году отмечено серебряной медалью Программы ООН по окружающей среде (ЮНЕП).